# Anaconda - Alla ricerca dell'orchidea maledetta
Anaconda - Alla ricerca dell'orchidea maledetta (Anacondas: The Hunt for the Blood Orchid) è un film del 2004 diretto da Dwight H. Little. La pellicola ha esordito in prima mondiale negli USA il 24 agosto 2004, mentre è stata distribuita in Italia dalla Columbia Tristar il 28 gennaio 2005.
È preceduto dal film Anaconda del 1997 e succeduto da Anaconda 3 - La nuova stirpe del 2008.

## Trama
Un gruppo di ricercatori guidato dal Dottor Jack Byron e dal Dottor Gordon Mitchell propone alla Compagnia Farmaceutica Wexel Hall la creazione di un farmaco in grado di allungare la vita dell'uomo: l'ingrediente essenziale per l'eterna giovinezza sarebbe la Perrinia Immortalis, un raro esemplare di orchidea situato in una foresta pluviale del Borneo le cui proprietà terapeutiche potrebbero essere usate per curare le malattie; ma il tempo a disposizione per decidere se investire o meno in questo progetto è molto ridotto in quanto la fioritura sta per terminare e si verificherà di nuovo soltanto tra altri sette anni. I boss della compagnia attratti dalla prospettiva di ottenere enormi ricchezze decidono quindi di inviare immediatamente in Borneo una spedizione composta dai due dottori, dal ricercatore Cole Burris, dal medico Ben Douglas, dall'assistente Samantha Rogers e dalla Dottoressa Gail Stern in rappresentanza degli interessi della compagnia.
Il team una volta giunto in Borneo stenta a procurarsi un passaggio che li conduca a destinazione vista la piena dei fiumi dovuta alle grandi piogge e visti i timori degli abitanti locali riguardo alle leggende che circolano su quella zona selvaggia: l'unico disposto ad accompagnarli dietro un lauto compenso è il capitano e reduce di guerra Bill Johnson che gestisce insieme all'amico Tran Wu la Bloody Mary, una vecchia barca scassata con cui effettua guide a pagamento per i turisti.
Il gruppo animato dalla speranza di trovare in tempo il fiore intraprende con entusiasmo il viaggio, ma il risalimento del fiume si rivela più difficoltoso del previsto a causa del fatto che le continue piogge hanno comportato un considerevole ingrossamento dei fiumi: la loro corsa si interrompe bruscamente quando la barca, avendo subìto un grave malfunzionamento ad opera di alberi strappati via dalla corrente, precipita da una cascata.
Tutti i membri dell'equipaggio si salvano per miracolo, ma essendo molto lontani dai soccorsi l'unica possibilità per riuscire a raggiungere in tempo l'orchidea si rivela quella di proseguire a piedi nel folto dell'insidiosa vegetazione: trovatisi a dover attraversare a nuoto una zona paludosa Ben viene improvvisamente attaccato da un enorme anaconda e sparisce successivamente nelle torbide acque. La spedizione si trasforma così in una lotta per la sopravvivenza in quanto i ricercatori si rendono ben presto conto che nel verde della giungla si celano predatori mortali che minacciano chiunque osi entrare nel loro territorio e che inspiegabilmente presentano una stazza di gran lunga superiore a quella conosciuta. Bill a questo punto si convince che la loro unica speranza di salvezza sia rintracciare il villaggio di indigeni più vicino per ottenere una barca, ma giunti sul luogo scoprono con amara delusione che essi hanno abbandonato le loro case per mettersi in salvo dagli anaconda e si trovano così costretti a fermarsi per la notte per fabbricare una zattera di fortuna. Durante i lavori Jack trova nel villaggio un murales in cui è raffigurato un anaconda che divora la Perrinia Immortalis. Consultandosi con gli altri, realizzano che i serpenti sono più grandi del normale perché le orchidee fanno parte della catena alimentare e per tanto i serpenti vivono più allungo degli altri.
Il gruppo a questo punto, riunitosi per decidere quale strada intraprendere, si spezza: Jack intende ancora raggiungere l'orchidea, mentre i restanti membri vogliono recarsi in salvo alla luce dei tragici eventi avvenuti. Byron a questo punto, avendo avuto la peggio, perde completamente la testa e si convince a fare di tutto pur di portare a termine la missione: in seguito alla scoperta da parte di Mitchell dell'occultamento ad opera sua di un telefono satellitare lo immobilizza grazie alla puntura di un Ragno Pietra lasciandolo così alla mercé di un anaconda nel frattempo sopraggiunta al villaggio e successivamente approfittando dello scompiglio generale scappa con la zattera lasciando i compagni al loro destino.
Bill, Sam, Gail, Cole e Tran si trovano così costretti ad attraversare nuovamente la giungla per raggiungere Byron nel luogo di fioritura dell'orchidea e riprendersi così la zattera, ma durante il tragitto vengono continuamente braccati dai serpenti: Tran purtroppo trova la sua fine all'interno di una grotta sotterranea in cui il gruppo precipita durante la fuga, mentre Cole catturato da un predatore viene salvato appena in tempo da Bill. I sopravvissuti riescono infine a raggiungere il luogo di fioritura dell'orchidea: scoprono così con sommo orrore che quello è proprio il luogo in cui gli anaconda hanno formato il loro covo per la stagione degli amori e che sono diventati così grandi perché l'orchidea fa ormai parte della loro alimentazione. Intenti a riprendersi la zattera vengono però sorpresi da Byron che, tramortito Bill e immobilizzati Cole e Gail, costringe Sam a inerpicarsi su un tronco sospeso sopra la tana degli anaconda per raggiungere le orchidee; successivamente Bill, al fine di proteggere Sam, intraprende uno scontro con Byron che termina con la caduta di quest'ultimo in mezzo al gomitolo di anaconda in seguito alla puntura accidentale di un Ragno Pietra.
I quattro superstiti riescono infine a distruggere il nido facendo azzannare a un anaconda un contenitore di carburante e sparando con il lanciarazzi verso la sua bocca: l'animale avvolto dalle fiamme precipita nella nidiata sottostante trascinando con sé il contenitore che esplodendo causa il crollo delle pareti rocciose, e così il luogo ove sorgono le orchidee precipita nella fossa lasciando al passato sia le miracolose piante che le smisurate bestie ormai schiacciate dalle macerie. Il gruppo infine riprende la via del fiume sulla zattera per tornare verso la civiltà.

## Produzione
Il film è stato girato nelle isole Figi nonostante le vicende vengano collocate in Borneo; per Hollywood questo fu il primo film ad avere set e location nelle Figi. Prima dell'inizio delle riprese furono portati nelle Figi alcuni animali nati in cattività e successivamente inseriti nei vari luoghi di ripresa. Nelle isole Figi sono stati portati alcuni esemplari di anaconda, di scimmia urlatrice, di ara e di tigre.
Il film è stato realizzato con una spesa preventiva di 25000000 $, riscuotendo un totale di 20526393 $ al botteghino.
Il film è ambientato nel Borneo, anche se tutte le specie di anaconda (Eunectes) vivono in America meridionale.

## Critica
Il film ha ricevuto durante l'edizione dei Razzie Awards 2004 una nomination come Peggior remake o sequel.